# デンマークのクリスティーナ、ミラノ公妃
『デンマークのクリスティーナ、ミラノ公妃』（デンマークのクリスティーナ、ミラノこうひ、英: Christina of Denmark, Duchess of Milan）、または『喪中の肖像』（もちゅうのしょうぞう、英: Portrait in Mourning）は、1538年にドイツ・ルネサンス期の画家ハンス・ホルバインがオーク板上に油彩で描いた絵画で、現存する画家の唯一の全身像の女性肖像画である。同年に、ヘンリー8世の代理人であったトマス・クロムウェルにより、イングランド女王ジェーン・シーモアの死後の婚約のための絵画として委嘱された。13歳の時からミラノ公妃で、未亡人となっていた当時16歳のデンマークのクリスティーナを描いている。彼女の印象的な作法と強い性格は、この肖像画に明らかである。ヘンリー8世は肖像に魅了されたが、婚約はうまくいかなかった。その理由として、クリスティーナがヘンリー8世による前妻たちの虐待を知っていたことが大きいと考えられている。
美術史家のデレク・ウィルソン (Derek Wilson) の記述によれば 、この肖像画は「(ホルバインが) 描いた中で最も愛らしい女性の肖像であり、すなわち、かつて描かれた最良の女性肖像画のうちの1つである」。ヘンリー8世が望んだ結婚につながらなかったにもかかわらず、彼はこの肖像画を非常に気に入り、1547年に死ぬまで手放さなかった。1909年に匿名の人物の寄贈によりロンドン・ナショナル・ギャラリーに収蔵され、常設展示されている。

## 委嘱
1537年のイギリス女王ジェーン・シーモアの死後、ホルバインはヘンリー8世と結婚するのにふさわしい王家の女性たちの肖像を描くよう依頼された。クリスティーナはミラノ公妃で、1535年にミラノ公フランチェスコ2世・スフォルツァが亡くなった時、わずか13歳であった。
クリスティーナは、初期のマルティン・ルター支持者で1523年に王位を追われたデンマーク王クリスティアン2世の娘で、ネーデルラントの大叔母や叔母の宮廷で育てられた。大叔母とはマルグリット・ドートリッシュで、スペイン領であったネーデルラントの執政であった。また、叔母は神聖ローマ皇帝カール5世の妹にあたるマリア・フォン・エスターライヒである。

クリスティーナはヘンリー8世との婚約に反対であった。まだ16才であり、ヘンリー8世への嫌悪感を隠しもしなかった。この時期までに、彼は妻の虐待でヨーロッパ中に悪評が広まっていたからである。彼女は、「もし私に2つの頭があったら、喜んで1つをイングランド王に差し出しましょう」といったと伝えられている。彼女がルター派教会と結びついていたことによる様々な政治的、実際的障壁もまた婚姻を阻害した。

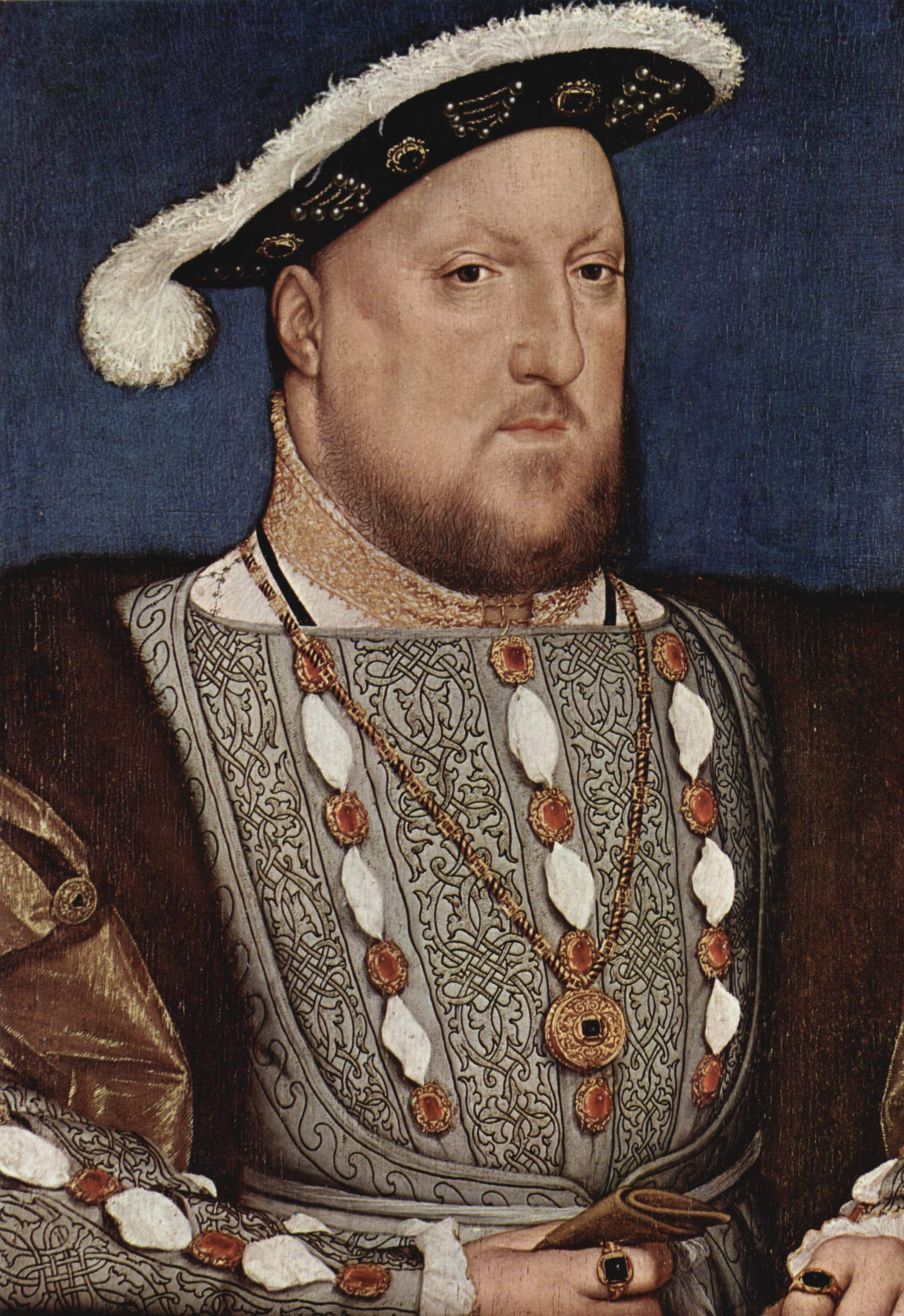
ホルバイン『ヘンリー8世の肖像』、1537年ごろ。ティッセン＝ボルネミッサ美術館、マドリード。

トマス・クロムウェルは、ホルバインと大使のフィリップ・ホビーを彼女に引き合わせるためにネーデルラントのブリュッセルに派遣した。ホルバインは、少女クリスティーナのありのままの正確な肖像を制作する任務を与えられていた。
画家と大使は1538年3月10日にブリュッセルに到着した。12日の午後1時から4時まで3時間、クリスティーナは肖像のモデルを務めた。ホルバインは母語のドイツ語で彼女と話ができたであろう。その午後、画家は彼女の頭部だけの準備素描を制作し、大使によって「まさに完璧」と評された。最終的な油彩画は、彼がイングランドに戻ってから完成した。
ヘンリー8世は、色彩を着けて描かれたクリスティーナの頭部のみの最初の素描に非常に魅惑され、神聖ローマ帝国大使ウスタッシュ・シャピュイ (Eustace Chapuys) によれば、「それを見て以来、彼は今までになく上機嫌になり、演奏家たちに1日中 楽器を奏でさせた」。王は、ホルバインに素描にもとづいた板絵の油彩による全身肖像画を制作するように委嘱した。
なお、ブリュッセルに派遣されたイングランドの大使ジョン・ハットン (John Hutton) は、別の画家によるクリスティーナの肖像は、ホルバインの作品に比べれば「ずぼら」であると報告した。

## 作品

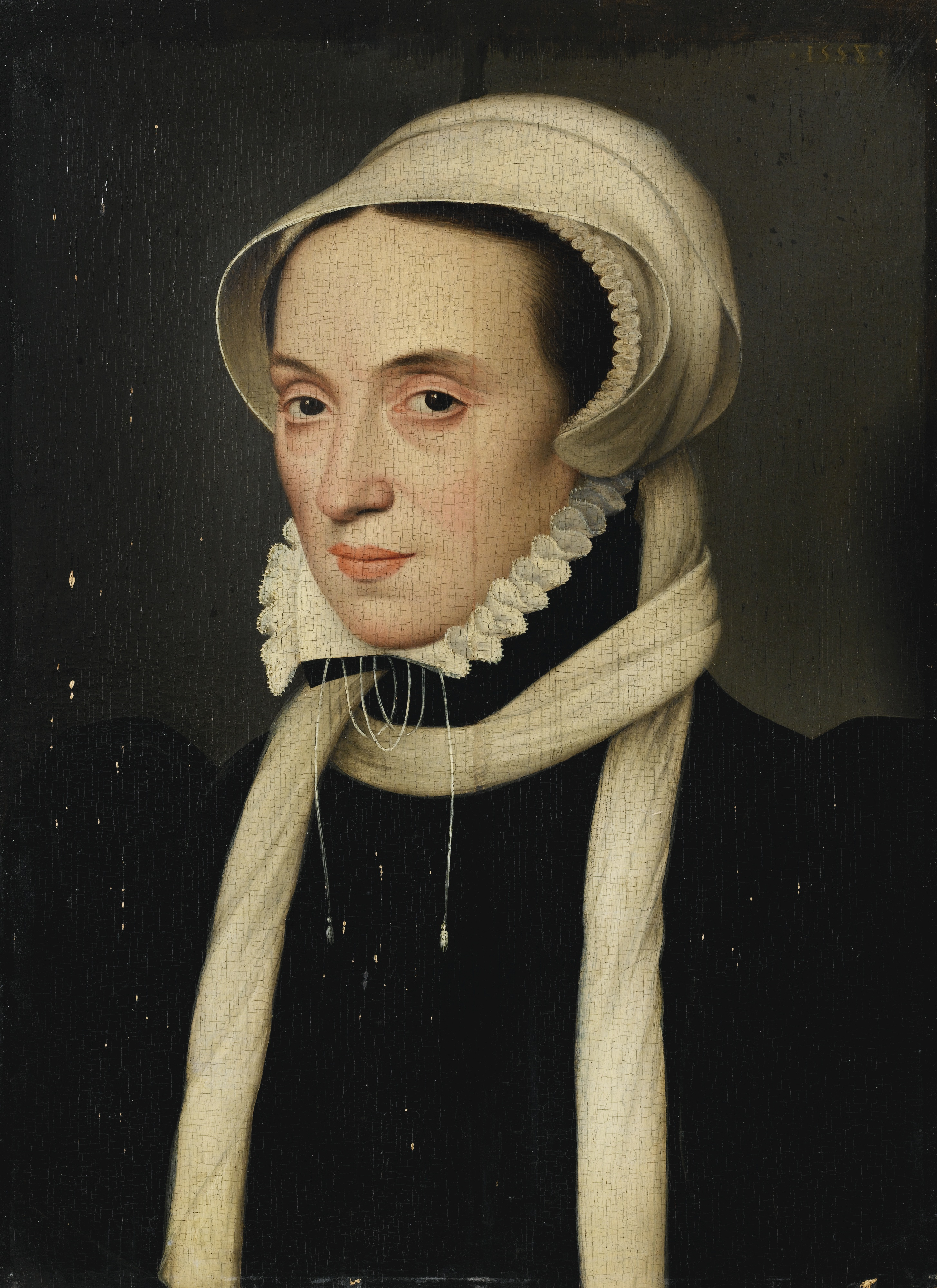
フランソワ・クルーエによる晩年の『クリスティーナの肖像』、1558年

本作で、クリスティーナは正面向きの全身を見せて立っている。正面向きのポーズというのは、ヘンリー8世の花嫁候補たちを描いたホルバインのほかの肖像画でも同様の特徴である。このポーズは王の指示で選ばれたとする指摘がある。ほかのポーズでは、モデルの欠点が隠されてしまう恐れがあると、王は懸念したのかもしれない。
本作のクリスティーナは、15世紀のブルゴーニュ公国の宮廷を想起させるトルコ石のような青緑色の背景の中に描かれている。夫の死の数年後にも黒い喪服を身に纏っているが、それは高貴なイタリア人の結婚の際の女性の慣習であった。黒い喪服には茶色の毛皮の縁取りがついている。黒の衣装には何の飾りもないため、ホルバインは三次元的な立体表現を強調し、絹の衣装の襞に当たる光の反射から模様を作り出して変化をつけている。
彼女の姿は背後の壁に影を投げかけ、彼女と壁の間の空間を暗示している。さらにもう1つの窓枠の細い影が見えない光源によって画面右側に現れている。彼女の表情は生き生きとして、注意深いものである。明るい赤色の唇をしており、その赤色は指にはめられたリングにも繰り返されている。彼女の若さは、微かな笑み、楕円形の顔、引っ込み思案の表情、笑窪によって伝わってくる。
この肖像画は彼女の高貴さを表すもので満ちているが、彼女は手袋を外しており、それが非公式の親しみのある雰囲気を生んでいる。彼女はほぼ純白の肌をしており、その色調が黒いオーバーコートに対比されている。また、彼女の手の部分で、その繊細な美しさを際立たせるために、ホルバインは、リネンやビロード、毛皮、革、金、宝石の質感の違いを描き分けている。